# Pseudodokumentarni film
Pseudodokumentarni film (engl. mockumentary) naziv je za žanr igranog filma čiji autori kod gledatelja nastoje stvoriti iluziju kako gledaju dokumentarni film, i to tako da fiktivne ili odglumljene događaje nastoje prikazati na način na koji bi ih prikazali autori dokumentarnog filma ili TV-reportaže. Pseudodokumentarni filmovi mogu po svom općem tonu biti komedije ili drame. Pseudodokumentarne komedije su obično češće, i uglavnom predstavljaju parodije stvarnih dokumentaraca ili satirički prikaz nekih oblika suvremene popularne kulture. Pseudodokumentarne drame su obično napravljene tako da što više istaknu neki važan društveni problem. Posljednjih godina je popularnost počeo sticati podžanr pseudodokumentarnog horora poznat kao pronađene snimke.
Osim kao pseudodokumentarni film, pseudodokumentarni žanr se može pojavljivati i kao pseudodokumentarna TV-emisija ili serija.

## Neki od poznatijh primjera
- Rat svjetova (roman) (rež. Orson Welles)
- Take the Money and Run (rež. Woody Allen, 1969.)
- Zelig, rež. Woody Allen (1983.)
- Cannibal Holocaust, rež. Ruggero Deodato (1980.)
- This Is Spinal Tap, rež. Rob Reiner (1984.)
- C'est arrivé près de chez vous, poznat i pod engleskim nazivom Man Bites Dog (1992.)
- Forgotten Silver, (rež. Costa Botes & Peter Jackson, 1995.)
- U uredu, humoristična serija
- Borat: učenje o amerika kultura za boljitak veličanstveno država Kazahstan, (rež. Larry Charles, 2006.)